# I mine drømmes rytmer...
I mine drømmes rytmer... er en dansk eksperimentalfilm fra 1983, der er instrueret af Lone Alstrup.

## Handling
I drømme er alt muligt - og det er sandt. Og dog har drømmene deres egne bindinger. De vil altid pege på de uforløste områder i psyken af kulturel og personlig oprindelse. Denne fortælling om kvinden i den blå kjole er en rekonstruktion af nogle drømme. Drømme, der har et indhold, som peger ud over det personlige og hen på den fælles historiske og kulturelle arv.